# أندرو سميث
أندرو سميث (بالإنجليزية: Andrew Smith)‏ جراح ومستكشف وعالم اسكتلندي اختص في علم الأعراق وعلم الحيوان. ولد في 3 ديسمبر، 1797، اسكتلندا وتوفي في 11 أغسطس، 1872.